# Claritromicina
La claritromicina és un antibiòtic utilitzat per tractar diverses infeccions bacterianes. Això inclou la infecció estreptocòccica, pneumònia, infeccions cutànies, infecció per H. pylori i la malaltia de Lyme, entre d'altres. La claritromicina es pot prendre per via oral com una píndola o líquida.
Els efectes secundaris comuns inclouen nàusees, vòmits, mals de cap i diarrea. Les reaccions al·lèrgiques severes són poc freqüents. S'han reportat problemes hepàtics. Pot causar danys si es pren durant l'embaràs. És de la classe dels macròlids i actua disminuint la producció de proteïnes d'alguns bacteris.
La claritromicina es va desenvolupar el 1980. Està a la llista de medicaments essencials de l'OMS. La claritromicina està disponible com a medicació genèrica. El cost majorista en el món en desenvolupament es troba entre 0,13 i 0,79 dòlars EUA per dosi. Es fabrica a partir de l'eritromicina i és químicament conegut com a 6-O-metileritromicina.